# 瑞典經濟
19世纪以来，随着资本主义经济的成长，加上一直在政治上保持中立，瑞典经济发展逐渐加速。到20世纪中叶更是飞速发展，成为一个工业发达的资本主义国家。70 年代开始，瑞典实施了新的产业调整战略，进一步加大科研的力度和投入，积极发展现代高新技术产业，成为现代化福利社会。
近百年来，农业在瑞典国民经济中的地位持续下降，瑞典农业劳动人口只佔全国就业人口的3％左右，现有耕地300 万公顷，农产品自给率达80％以上，所产各类食品除满足本国需要外，还可供出口。
瑞典森林资源丰富，林业在国民经济中地位重要，除木材原料出口外，还建立了庞大的纸浆、造纸、家具、林产化工等配套深度加工工业部门，其产量和出口量均居世界最前列。其中针叶树木产品的出口额居世界第二，纸浆出口居世界第三，纸业出口居世界第四。同时政府注重环境保护，每年的采伐量不超过自然生长量，使得瑞典森林覆盖率长期保持稳定。
瑞典在保留传统的特色同时，优势部门却已转向技术集约度高的机械工业和化学工业，大力发展信息、通讯、生物、医药、环保等新兴产业。目前，瑞典拥有自己的航空业、核工业、汽车制造业、先进的军事工业，以及全球领先的电讯业和医药研究能力。在软件开发、微电子、远程通讯和光子领域，瑞典也居世界领先地位。
瑞典由于只有九百万人口，因此一直支持世界贸易自由化，是经济高度外向型的国家，对外贸易依存度为80％左右，出口利潤佔GDP 的45％左右。瑞典拥有很多国际知名的品牌，如沃尔沃汽车、斯堪尼亚商用车、萨博汽车及武器、愛立信、伊莱克斯电器、ABB、利乐包装、哈苏相机、宜家家具和H&M服装、阿斯利康制药、SKF轴承公司、阿法拉伐集团和阿特拉斯科普柯工业集团等等。按人口比例计算，瑞典是世界上拥有跨国公司最多的国家。2006年，瑞典共有6家企业进入《财富杂志》评选的全球500强企业。

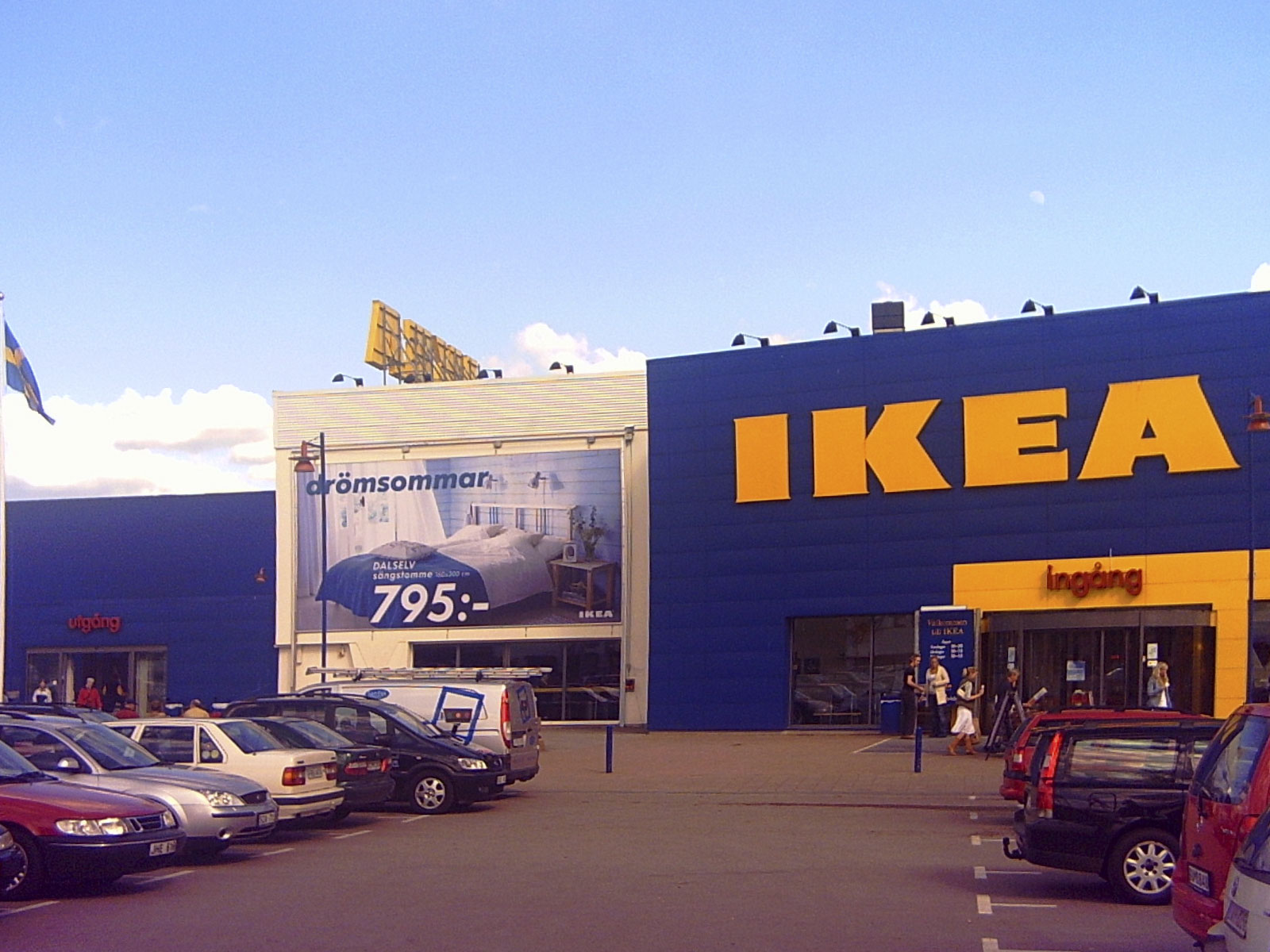
IKEA家具店